# Mount Orab
Mount Orab – wieś w USA,  w południowo-zachodniej części stanu Ohio, w hrabstwie Brown.
Liczba mieszkańców w 2000 roku wynosiła 2657.